# Coptotomus interrogatus
Coptotomus interrogatus är en skalbaggsart som först beskrevs av Fabricius 1801.  Coptotomus interrogatus ingår i släktet Coptotomus och familjen dykare. Inga underarter finns listade i Catalogue of Life.